# Castell de San Andrés (Tenerife)
El Castell de San Andrés és una antiga fortalesa militar situada al poble de San Andrés a Santa Cruz de Tenerife (Illes Canàries, Espanya).
La torre rodona formava part del conjunt de fortificacions menors encarregades de la defensa de l'illa de Tenerife, i té un gran atractiu històric per la seva relació amb el frustrat atac de l'almirall britànic Horaci Nelson a Santa Cruz de Tenerife el 1797.
El castell és un dels monuments històrics més importants de Tenerife. El castell actual va ser construït el 1706, sobre les ruïnes de l'anterior. El 1894, una inundació d'aigua i pluja provoca l'esfondrament d'una part del castell. El Castell de Sant Andreu va ser declarat Patrimoni històric espanyol el 22 d'abril de 1949.